# Texaco
Texaco, повна назва «Texaco Inc.» — найбільша нафтогазова монополія США. Веде видобуток у 16 країнах. Запаси на межі XX–XXI століть обчислювалися 520 млн т нафти і 300 млрд м³ газу. Річний видобуток відповідно 75 млн т та 21 млрд м³. Працює 52 тис. чоловік.
У 2000 р. два лідери світової нафтової галузі — Chevron і Texaco Inc. — оголосили про своє злиття. Поглинання Texaco обійшлося Chevron в 35,35 млрд дол. У результаті з'явився новий гігант — Chevron Texaco Co., вартість якого оцінюється приблизно в 100 млрд дол. (із запасами нафти в 11,2 млрд барелів, активами в 77 млрд дол. та інфраструктурою, що охоплює весь світовий ринок). Chevron Texaco займає четверте місце на ринку після ExxonMobil, Shell і BP Amoco.